# Academia Nova União
Academia Nova União é uma academia de MMA (Mixed Martial Arts) sediada no Rio de Janeiro, Brasil. A academia é treinada pelo ex-lutador e conceituadíssimo Dedé Pederneiras. Seus faixas pretas de Jiu Jitsu tem participado de competições de Jiu Jitsu, submission grappling e MMA por todo o mundo. A vitória de BJ Penn no Campeonato Mundial de Jiu-Jitsu marcou a primeira vez que o campeão não foi um brasileiro na faixa preta. Desde 2008, a Nova União vem sendo um nome familiar no MMA, resultado do lutador n°1 no ranking dos penas José Aldo, também o ex-Campeão Peso Galo do UFC Renan Barão e outro lutador do topo dos penas, Marlon Sandro.

## Academia Upper
A Upper  é o local de treinamento dos principais lutadores da equipe Nova União. Localizada no bairro do Flamengo, no Rio de Janeiro, a academia possui ↵uma área de cerca de 3.000 metros quadrados com amplas salas de
↵ginástica, musculação, pilates, spinning, running, alongamento, quatro piscinas salinizadas e aquecidas, vestiários, saunas e cyber café.
O objetivo da Upper é oferecer ao aluno o que há de melhor em atividades físicas e sempre proporcionar o bem estar, tanto para os iniciantes quanto para atletas. Na academia, o aluno encontra toda a ↵estrutura necessária para treinamento, aprimoramento técnico e busca de melhores resultados.

### Atletas Notáveis
- José Aldo - Último Campeão Peso Pena do WEC e Ex-Campeão Peso Pena do UFC.
- Renan Barão - ex-lutador do WEC, ex-Campeão Peso Galo do UFC.
- BJ Penn - Campeão Mundial de BJJ (Preta | 2000) e ex-Campeão Meio-Médio e Peso Leve do UFC.
- Junior dos Santos - Ex-Campeão Peso Pesado do UFC[2]
- Eduardo Dantas - Ex-Campeão Peso Galo do Bellator.
- Pedro Rizzo - Ex-top contender Peso Pesado do UFC, veterano do Pride FC, veterano do Affliction.
- Thales Leites - Ex-desafiante ao Cinturão Peso Médio do UFC, Ex-Campeão Peso Médio do Superior Challenge.[3]
- John Lewis - veterano do UFC, Battlecade Extreme Fighting, Vale Tudo Japan e lenda do MMA. Ex-presidente da Nova União nos EUA.
- Leonardo Santos - Vencedor do TUF Brasil 2.[4] veterano do World Victory Road e BAMMA[5]
- Hacran Dias - Lutador Peso Pena do UFC.
- Ronny Markes - Ex-lutador Peso Médio do UFC.
- Caio Magalhães - Atual Peso Médio do UFC.
- Claudia Gadelha - Atual Peso Palha do UFC.
- Luis Ramos - Ex-Campeão Peso Médio do Shooto (168 lb) e ex-contender Meio-Médio do UFC.
- Marcos Galvão - Campeão Peso Pena do Ring of Combat, ex-contender Peso Galo do Bellator MMA.
- Francimar Barroso - vencedor da luta mais rápida 0:05.
- Marlon Sandro - Bellator, ex-Campeão Peso Pena do Pancrase e World Victory Road.
- Ronnys Torres - ex-lutador do UFC.
- Wagnney Fabiano[3] - ex-Campeão Peso Pena do IFL e Campeão Super Leve Mundial do TKO.
- Renato Veríssimo - Ex-lutador Meio-Médio do UFC.
- Gray Maynard - Lutador Peso Leve do UFC, conhecido por sua trilogia com o ex-Campeão Peso Leve do UFC Frankie Edgar.
- Gustavo Dantas - Presidente de Jiu Jitsu da Nova União nos Estados Unidos.
- Tony DeSouza - Veterano do UFC e inventor da famosa finalização "Gravata Peruana".
- Robson "Robinho" Moura - Campeão Mundial de BJJ 8x (5x na Preta | 1997, 1998, 1999, 2000 e 2007). 2° melhor competidor de BJJ de todos os tempos, possui uma academia em Tampa, Florida co o nome de Nova União-RMNU (Robson Moura Nova União).
- João Roque - Campeão Mundial de BJJ (Preta | 1997), primeiro não brasileiro campeão mundial de BJJ, veterano do UFC, um dos primeiros lutadores da Nova União e 5° grau da faixa preta de Jiu-Jitsu Brasileiro.
- Vitor "Shaolin" Ribeiro[3] - Campeão Mundial de BJJ 4x (3x na Preta |1999, 2000 e 2001), ex-Campeão Meio-Médio do Shooto (154 lb) e Campeão Peso Leve Mundial do Cage Rage.
- Antonio Mendes - Veterano do UFC, Faixa Preta de Jiu Jitsu Brasileiro.
- Bernardo Pitel - Campeão Mundial 2x, Campeão Pan Americano 4x.
- Mike Swick - Atual Peso Meio-Médio do UFC.
- Norman Paraisy - Ex-contender Peso Médio do Bellator.
- TJ Grant - Atual Peso Leve do UFC.
- Diego Nunes - Ex-WEC e UFC, atual lutador Peso Pena do Bellator.
- Matheus Nicolau - Peso Mosca. Considerado uma das principais revelações do MMA nacional.[6]

### André Pederneiras
Eleito o melhor treinador de MMA do mundo em 2010, André Pederneiras é um dos fundadores da Nova União,↵ uma
das maiores e mais respeitadas equipes de lutadores da atualidade. 
↵Entre os atletas estão vários representantes no Ultimate Fighting 
↵Championship (UFC), como José Aldo, Renan Barão, Ronny Markes e  em 
importantes eventos, como o Bellator, Dream, Shooto, entre outros.
Faixa
preta de jiu-jitsu de Carlson Gracie, André Pederneiras é ↵também 
presidente da organização Shooto América do Sul, considerada a ↵maior 
exportadora de atletas para as principais competições de MMA. Além↵ disso, é empresário de atletas do MMA e proprietário da  Upper Sport Club, que fica no Rio de Janeiro.

## Kimura Nova União x Team Alpha Male
Não
é de hoje que a rivalidade entre as ↵equipes Nova União e Alpha Male 
chama a atenção dos fãs de MMA. Desde o ↵evento main event do WEC 48, 
entre os principais lutadores de cada ↵academia (respectivamente José 
Aldo e Urijah Faber) a relação entre ↵ambas as equipes é tensa. Partindo
do princípio de que Faber é o ↵queridinho de boa parte dos americanos 
que acompanham as artes marciais ↵mistas, o evento relatado acima teve 
transmissão para todo o país, e o ↵seu co-main event reiterou a 
audiência, já que nada mais nada menos que o↵ “Cowboy” Donald Cerrone 
enfrentou o então campeão Benson ↵Henderson, pela categoria peso leve.
Vale
ressaltar que nessa mesma noite, ↵Chad Mendes, outro integrante da 
academia americana, dava os seus ↵primeiros passos em um evento 
de grande visibilidade. O resultado pode ↵ser encontrado em uma simples 
pesquisa no google, apenas com a colocação↵ dos primeiros nomes dos 
astros que estrelaram: irá encontrar uma perna ↵que parecerá postiça, 
tamanha foi a intensidade dos low kicks de Aldo ↵aplicados em seu 
adversário. Após o ocorrido, buscando uma solução mais ↵fácil para 
reinar numa categoria, Faber desceu para o peso. Seu sonho ↵logo virou 
pesadelo, já que apareceu em cena um colega de treinos ↵daquele que 
massacrou sua perna. Era a vez de Renan Barão validar o ↵Karma: foram 
duas derrotas, ambas em disputas de cinturão.
Faber
não foi o único a sofrer derrotas ↵para seus rivais. Chad Mendes, já 
prestigiado por seis vitórias ↵consecutivas em organizações de grande 
porte (3 no UFC e 3 no WEC), foi ↵nocauteado  por José Aldo, no UFC 
142. Porém, nem só de alegria viveu a ↵academia liderada por Dedé 
Pederneiras. Um dos grandes nomes da divisão ↵dos moscas, o brasileiro 
Jussier Formiga  parou nos socos e joelhadas de↵ Joseph Benavidez. Esse 3
x 1, com gosto de 6 x 1 – já que a luta entre ↵os pesos-moscas não 
valia o cinturão – desmerecia o próprio conflito ↵entre os dois grupos, 
pois era tratado como um massacre.
Mas uma
luz surgiu no fim do túnel, e em↵ uma luta que não dava sinal de zebra 
nos momentos que a antecedia, TJ ↵Dillashaw nocauteou Renan Barão, levou
o cinturão, e de quebra deu ↵sobrevida às apagadas esperanças da sua 
academia de dominar as ↵categorias mais leves do UFC. O domínio da 
categoria por parte de Barão ↵foi recompensado com uma imediata 
revanche. Uma nova derrota do ↵brasileiro pode demonstrar que não foi 
apenas a sorte que esteve ao lado↵ do seu adversário. Digo mais: o 
próprio José Aldo pode ter sua ↵concentração abalada para a sua segunda 
luta contra Mendes, além desse ↵último ter sua motivação multiplicada. 
Do contrário… Tais acontecimentos↵ e projeções só abrilhantam os eventos
que se aproximam. 

### Títulos

#### Jiu-Jitsu
- 2012

Long
Beach queda International Open – 2 º lugar↵Campeonato do Mundo (Master e
Senior) – 1 º lugar (masculino)↵Campeonato do Mundo (Master e Senior) –
1 º lugar (Feminino)↵Vegas International Open – 2 º lugar↵Dallas 
International Open – 1 º lugar↵Phoenix International Open – 1 º 
lugar↵Pan de Jiu-Jitsu – 3 º lugar (Iniciante)
2011↵Vegas
International Open – 2 º lugar↵Dallas International Open – 1 º 
lugar↵Phoenix International Open – 1 º lugar↵Houston International Open –
2 º lugar↵Pan de Jiu-Jitsu – 2 º lugar (Iniciante)
2010↵Vegas International Open – 2 º lugar↵EUA No-Gi Nationals – 3 º lugar↵Pan de Jiu-Jitsu – 1 º lugar (juvenil)
2009↵Campeonato Mundial No-Gi – 1 º lugar (juvenil)↵Championship No-Gi Nacional dos EUA – 3 º lugar↵
Faixas Preta
- Ademir Junior (Sustagem)
- Adriano Araujo (Koringa)
- Alessandro Fernandes (Feliz)
- Amilca Filho
- André Braz (Carioca)
- Andrerson Dantas
- Airton Viana
- Breno Brígido
- Bruno Cesar
- Caio Alencar
- Cleiton Xavier
- Damião Matias (Gibi)
- Daniel Felipe
- Danilo Martins
- Dinarte Silva
- Edjonson Andrade
- Elias Botelho
- Fabio Luiz (Bolinho)
- Fernando Bruno (Açougueiro)
- Flavio Rogério
- Francisco (Chicao)
- Helman PQD
- Henrique Bombeiro
- Helder Lima
- Hérico Pereira (Russinho)
- Jean Kleber
- João Costa (Touro)
- João Neto
- Jonas Muniz
- Jonas Silvestre
- Jorge Rodrigues
- José Carlos
- Jussier Formiga
- Lazaro Sousa (Labu)
- Leonardo Sousa (Peta)
- Luzivam
- Luciano Lima
- Luciano Gerson
- Marcelo Ferreira
- Marcelo Pedreira
- Marcello Jornal
- Marcio Araujo
- Marcílio Vitórino
- Marcos Luna
- Marcus Aragão
- Mauricio Botelho Porto (MuMu)
- Michael Pantera
- Michael Siqueira
- Michele Tavares
- Munir Said
- Naome Suzuki
- Rafael Amaral
- Rafael dos Santos
- Rafael Santos ( Jardim - Ceará)
- Renan Barão
- Renato Carvalho
- Renato Gurgel
- Robson Dantas (Robinho)
- Sandra Inacio
- Sergio Eduardo (Pipa)
- Teofilo Said
- Thiago Spineli
- Tibério Franca
- Washinton Guimarães
- Wellenstein Guimarães
- Wendel Macedo (Galixto)
- William Ferreira (Criança)
- Wilson Junior

#### MMA
- Renan Barão, ex-detentor do Cinturão dos Pesos Galos do UFC. [2]
- José Aldo, dententor do Cinturão dos Pesos Penas do UFC.
- Eduardo Dantas, detentor do Cinturão dos Pesos Galos do Bellator.
- Jussier Formiga, detentor do Cinturão dos Pesos Moscas do Shooto e lutador do UFC. [3]
- Leo Santos, campeão Peso meio-médio do The Ultimate Fighter: Brasil 2.